# Serpentine Lake
Serpentine Lake är en sjö i Australien. Den ligger i delstaten Western Australia, omkring 32 kilometer väster om delstatshuvudstaden Perth. Arean är 1,3 kvadratkilometer. Serpentine Lake ligger vid sjöarna  Lake Baghdad Lake Timperley och Pearse Lakes. Den sträcker sig 1,5 kilometer i nord-sydlig riktning, och 2,0 kilometer i öst-västlig riktning. Den ligger på ön Rottnest Island.